# William Parsons, 3:e earl av Rosse
William Parsons, 3:e earl av Rosse, känd som Lord Rosse (före faderns död 1841 som Lord Oxmantown), född 17 juni 1800 i York, död 31 oktober, 1867, var en irländsk astronom och adelsman.
Lord Rosse byggde på 1840-talet ett stort spegelteleskop med en diameter av 1,8 m (72 tum) som blev känt under namnet "Leviathan (of Parsonstown)", och det var då världens största teleskop. 
Med detta teleskop studerade han nebulosor och galaxer, och upptäckte bland annat Malströmsgalaxen (M51) och dess spiralstruktur.
År 1845 gjorde han detaljerade teckningar av nebulosor, och lade märke till att vissa av dem hade spiralstruktur. Parsons skisser blev ett viktigt steg mot att upptäcka att galaxer inte är nebulosor.
Lord Rosse namngav Krabbnebulosan, som han tidigare upptäckt med ett äldre teleskop.

## Bilder

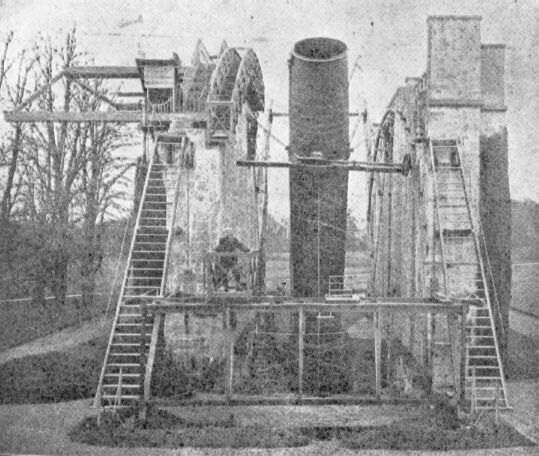
"Leviathan of Parsonstown"
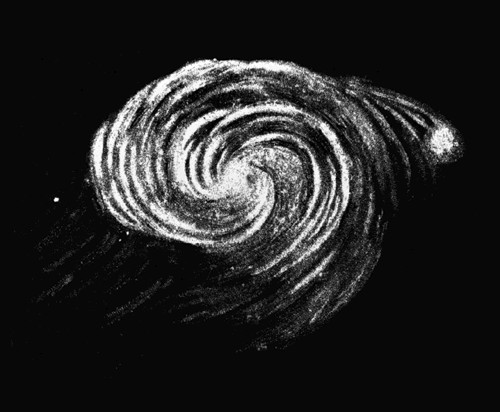
Parsons skiss av M51